# Here to Stay
Here to Stay — пісня ню-метал-групи Korn, лауреат премії Греммі. Пісня з'явилася на п'ятому студійному альбомі групи Untouchables як відкриваючий трек і перший сингл з альбому. Пісня виграла премію Греммі в 2003 в категорії «Найкраща метал виконання», премію «Найкраща Міжнародне Відео» на MuchMusic в 2002 і була номінована як «Найкраще Рок Відео» на MTV в 2002. Відеокліп, знятий братами Хьюгз, став дуже успішним, і часто транслювався на MTV і MuchMusic. У кліпі показувалися музиканти групи на екрані телевізора упереміш з кадрами світових катаклізмів і пригод. Пісня стала елементом обов'язкової програми на концертних виступах групи донині.

## Музичне відео
Відео зображає хлопчика, що дивиться послання, що впливає на підсвідомість, поки канали перемикаються між шоу (які показують події, що відбуваються в світі) і групою, яка грає в телевізорі на тлі статичних декорацій. Наприкінці відео Девіс забирає хлопчика всередину телевізора. Також у відео на «Here to Stay» вперше показана унікальна мікрофонна стійка Девіса, розроблена Г.Р. Гігера.